# Ahalya Lettenberger
Ahalya Lettenberger (Chicago, 19 marzo 2001) è una nuotatrice paralimpica statunitense.

## Carriera
Lettenberger ha rappresentato gli Stati Uniti alle Paralimpiadi estive del 2020 nella gara individuale dei 200 metri misti vincendo la medaglia d'argento.
Il 14 aprile 2022, Lettenberger è stata scelta per rappresentare gli Stati Uniti ai Campionati mondiali di nuoto paralimpico di quell'anno. Fu scelta anche per rappresentare gli Stati Uniti ai Campionati mondiali di nuoto paralimpico 2023.
Parteciperà alle Paralimpiadi estive di Parigi 2024.

## Palmarès

### Giochi paralimpici
| Anno | Manifestazione                | Sede  | Evento                                 | Risultato | Note |
| ---- | ----------------------------- | ----- | -------------------------------------- | --------- | ---- |
| 2020 | XVI Giochi paralimpici estivi | Tokyo | 200 metri individuali misto classe SM7 | Argento   |      |

### Mondiali
| Anno | Manifestazione               | Sede       | Evento                           | Risultato | Note |
| ---- | ---------------------------- | ---------- | -------------------------------- | --------- | ---- |
| 2019 | Campionati mondiali di nuoto | Londra     | 400 metri stile libero classe S7 | Argento   |      |
| 2022 | Campionati mondiali di nuoto | Madeira    | 400 metri stile libero classe S7 | Bronzo    |      |
| 2023 | Campionati mondiali di nuoto | Manchester | 400 metri stile libero classe S7 | Argento   |      |

### Giochi parapanamericani
| Anno | Manifestazione          | Sede    | Evento                    | Risultato | Note |
| ---- | ----------------------- | ------- | ------------------------- | --------- | ---- |
| 2015 | Giochi parapanamericani | Toronto | 100 metri dorso classe S8 | Oro       |      |